# رودولف فولف
رودولف وولف هو الفلكي السويسري المولود بتاريخ 7 يوليو 1816 في فيليندن بجوار زيورخ والمتوفي يتاريخ 6 سبتمبر 1893 في زيوريخ، منذ 1847 مدياً لمرصد برن، ومنذ 1855 استاذاً في زيويخ، ثم منذ 1864 مديراً لمرصدها، وولف معروف بارصاد الكلف الشمس لسنوات طويلة وكذلك بالابحاث الاحصائية عليه، وقد ادخل وولف اصطلاح العدد النسبي للكلف الشمسي واكتشف العلاقة بين شيوع هذا الكلف والتيارات المغناطيسية الارضية.

## وصلات خارجية
- رودولف فولف على موقع الموسوعة البريطانية (الإنجليزية)